# Hampshire Salver
De Hampshire Salver is een toernooi voor top-amateurs in Engeland. Het toernooi werd steeds in april op de Blackmoor Golf Club en de North Hants Golf Club gespeeld.

## Winnaars
| Jaar | Winnaar                             | Score | WAGR | Info              |
| ---- | ----------------------------------- | ----- | ---- | ----------------- |
| 2007 | Jason Barnes                        | 280   | 30   | Volledige uitslag |
| 2008 | Luke Goddard                        | 275   | 45   | Volledige uitslag |
| 2009 | Matt Haines                         | 269   | 54   | Volledige uitslag |
| 2010 | Andy Sullivan                       | 272   | 54   | Volledige uitslag |
| 2011 | Andy Sullivan                       | 270   | 64   | Volledige uitslag |
| 2012 | Matthew Fitzpatrick en Jack Barlett | 278   | 47,5 | Volledige uitslag |
| 2013 | Callum Shinkwin                     | 273   | 64   | Volledige uitslag |
| 2014 | Jordan Smith                        | 208   | 47,5 | Volledige uitslag |
| 2015 | Michael Saunders                    | 281   | 47,5 | Volledige uitslag |
| 2016 | Josh Hilleard                       | 278   | 47,5 | Volledige uitslag |

WAGR = punten voor de wereldranglijst voor amateurs.